# La coda di rondine
La coda di rondine - Serie sulle catastrofi (in francese La queue d'aronde — Série des catastrophes) è un dipinto dell'artista surrealista spagnolo Salvador Dalí. È stato terminato nel maggio 1983 ed è l'ultima opera completa del maestro: ad essa sono seguiti solo schizzi ed è la parte finale di una serie di quadri basati sulla teoria delle catastrofi di René Thom.
Thom ha suggerito che nelle quattro dimensioni dei fenomeni, ci sono sette superfici di equilibrio possibili, e quindi sette eventuali discontinuità, catastrofi o "elementi": piega, cuspide, coda di rondine, farfalla, ombelico ellittico, ombelico iperbolico e ombelico parabolico.
Nel suo discorso del 1979, tenutosi durante il Gala, Velázquez e il Vello d'Oro nella prestigiosa Académie des Beaux-Arts dell'Institut de France, Dalí ha descritto la teoria di Thom come "l'estetica più bella della teoria del mondo".
Ha anche ricordato il suo primo incontro da solo con René Thom, affermando che Thom era uno studioso del movimento delle placche tettoniche. Questo ha provocato una discussione tra Dalì e René riguardo alla stazione ferroviaria di Perpignan, in Francia, che l'artista aveva dichiarato nel 1960 come centro dell'universo. Thom rispose: "Vi posso assicurare che la Spagna è imperniata al centro del cosmo - ma non nella zona di Perpignan - ma esattamente lì dove la sua stazione ferroviaria sta oggi". Dalí fu subito rapito da questa dichiarazione che ne influenzò la pittura Rapimento topologico d'Europa - Omaggio a René Thom.